# Înfruntarea
Înfruntarea este al patrulea roman din seria Casa Nopții scrisă de P.C. Cast și Kristin Cast. Cartea a fost tradusă și publicată pentru prima dată în România de editura Litera.
Zoey a pierdut încrederea prietenilor ei și pe fiecare dintre cei trei iubiți. Acum profeții întunecate o urmează la fiecare pas, și Întunericul invadează campusul Casei Nopții. Zoey trebuie să găsească puterea de a-și reuni prietenii pentru a o salva pe Stevie Rae.

## Rezumat
Zoey a pierdut încrederea prietenilor ei și toți cei trei iubiți. La câteva zile dupǎ Aleasa aceasta se ascunde în grajduri cu calul ei Persephone, încercând sǎ gǎseascǎ o cale ca sǎ se împace cu ceilalți. În cele din urmă hotǎrǎște să le explice. Pe drum spre cantinǎ simte prezența Întunericului și fuge înǎuntru.
Încercările ei de a se reintegra în grupul ei nu au succes, și grupul ei o ignoră. Lucrurile degenerează până la revenirea neașteptată a Afroditei, uimindu-i pe toți. Aceasta intră în cantină, cu un nou semn de semilună pe frunte și inflamează lucrurile și mai mult. Cearta loe este oprită de venirea lui Stark, un novice cu o afinitate pentru trasul cu arcul, și a câinelui lui, Ducesa.
Zoey pleacă în camera ei după masă și se întâlnește cu Afrodita și Stevie Rae, care descoperă că poate escalada clădirea din cauza afinității ei pentru pământ. Afrodita îi explică lui Zoey că Stevie Rae a revenit la normal, cu excepția tatuajului de vampir adult care e roșu, iar ea a redevenit om, dar continuă să aibă viziuni. După plecarea lui Stevie Rae, Afrodita le explică lui Damien, Gemenele și Jack că Zoey nu le-a spus de Stevie Rae din cauză că Neferet le poate citi gândurile și că trebuie să se împace cu ea ca să o protejeze. După plecarea lor, Zoey o urmează pe Afrodita la ea în cameră. Afrodita o roagă să vadă dacă mai are o afinitate pentru Pământ, dar lumânarea o arde, și ea începe să plângă, convinsă că Nyx a părăsit-o. Zoey deschide cercul și o invocă pe Nyx, care se materializează și o asigură pe Afrodita că o iubește, și că afinitatea ei era împrumutată de la Stevie Rae până ce aceasta își va fi recâștigat umanitatea, și că nu i-a luat semnul, ci propria ei umanitate l-a respins.

Prima ediţie în limba românǎ

După dispariția lui Nyx, cele două se grăbesc spre sala de consiliu, unde au parte de o nouă surpriză. Marea Preoteasă a vampirilor, Shakeenah, anunță că cererea lui Neferet de război împotriva oamenilor a fost respinsă. Neferet părăsește sala. Shakeenah le transmite că va prealua poziția de profesor de literatură și că Erik se va întoarce la Casa Nopții drept profesor de teatru, spre neplăcerea lui Zoey. Aceasta propune ca novicii să meargă să ajute cu pisicile vagaboande din oraș ca să socializeze cu oamenii. Shakeenah propune ca ancheta morților să fie preluată de Kevin Marks.
Pe drumul de întoarcere, Zoey dă peste Stark, care exersa trasul cu arcul. Acesta îi mărturisește că talentul lui este să nimerească ținta. Talentul li s-a arătat când acesta l-a omorât din greșeală pe profesorul lui. Stark o roagă pe Zoey să-și folosească puterea pentru a-i proteja de ceilalți novici. Aceasta îl consolează și dă să plece, când îl aude tușind și realizează că corpul lui respinge transformarea. Disperată, Zoey îi promite să aibă grijă de Ducesa și-i spune că s-ar putea să revină ca un novice roșu.
A doua zi, Zoey, Afrodita și Războinicul Darius își ascund semnele și merg la Street Cats, un cămin pentru pisici vagaboande. Organizația este condusă de măicuțele de la mănăstirea Benedictină. Sora Mary Angela o uimește pe Zoey cu contrastul dintre părerile ei și ale Tatălui ei, când Zoey o anunță că Fiicele Întunecate o să vină să dea o mână de ajutor. Afrodita își găsește o pisică, pe Maleficent, și începe să iasă cu Darius.
Pe drum spre Casa Nopții, Zoey, Afrodita și Darius se opresc la un restaurant favorit al lui Zoey, Charlie's, ca să mănânce și să plănuiască pentru a doua zi. Shakeenah îi ceruse lui Zoey să facă un ritual de purificare, dar Afrodita nu mai poate reprezenta Pământul. În mijlocul discuției Heath intră în restaurant și îi spune lui Zoey că nu mai vrea să o vadă vreodată pentru că îl doare prea mult să o iubească.
La școală aceasta întârzie la ora de teatru și Erik o pune să o joace pe Desdemona într-o improvizație după William Shakespeare. Aceasta joacă rolul ca să-și ceară iertare și-l sărută atunci când acesta o strânge de gât, dar ora se sfârșește înainte ca el să-i spună ceva și pleacă furtunos din clasă. Afară se întâlnește cu Darius care o aduce la Afrodita, care avea o viziune. Sub influența viziunii aceasta scrie un poem cu scrisul bunicii lui Zoey. Zoey o sună pe bunica ei, care-i povestește despre Tsi Sigili, Kalona și Imitatorii de Corbi. Zoey își cheamă bunica la Casa Nopții și apoi ea și grupul se adună ca să deslușească indiciile din poem.
Pe drum spre Shakeenah Zoey este atacată de un Imitator de Corbi, dar este salvată de Aer, trimis de Damien. Ajunsă la camera Consiliului o aude pe cum Neferet o ponegrește pe Zoey. După plecarea lui Neferet, Zoey îi spune preotesei despre pisici și, când dă să plece, se întâlnește cu Eric și îi explică despre Loren. Venirea bunicii ei îi întrerupe. A doua zi Zoey este trezită de Shakeenah, Afrodita și Neferet care o anunță că bunica ei a avut un accident de mașină, și pleacă cu Afrodita la spital să o vadă. Ca să fie sigură că bunica sa va fi păzită, aceasta o cheamă pe sora Mary Angela ca să o vegheze.
Înapoi la școală Zoey pornește ritualul, plănuind să arate Casei Nopții noii vampiri roșii, dar Neferet îl aduce pe Stark și-i ordonă să tragă în Stevie Rae. Sângele ei udă pământul de sub stejarul din est și Kalona se eliberează. Neferet o omoară pe Shakeenah care încearcă să intervină. Zoey și prietenii ei părăsesc Casa Nopții fără să rupă cercul și pornesc spre tunelele de sub Tulsa.

## Personaje
| - Zoey Redbird - Nyx - zeița vampirilor - Erik Night - fostul iubit al lui Zoey - Stevie Rae - cea mai bună prietenă a lui Zoey, primul vampir roșu - Neferet - Marea Preoteasă a Casei Nopții - Heath Luck - Afrodita - Kalona - înger căzut | - Sylvia Redbird - bunica lui Zoey - Erin Bates - Shaunee Cole - Damien Maslin - James Stark - un novice roșu - Jack Twist - iubitul lui Damien - Darius - unul dintre „Fii lui Erebus” |

## Recepție
Cartea a primit critici pozitive cu un scor de 4.01/5 pe Goodreads, pe baza a 43,294 punctaje. De asemena, cartea a ajuns pe locul 8 în ALA Teens Top 10 în 2009.